# وونوتسک
وونوتسک (به مجاری:  Vönöck) یک شهرداری در مجارستان است که در واش واقع شده‌است. وونوتسک ۱۷٫۶۰ کیلومتر مربع مساحت و ۷۶۸ نفر جمعیت دارد.